# Viveca Serlachius
Viveca Serlachius (2 de marzo de 1923 - 9 de enero de 1993) fue una actriz teatral y cinematográfica de nacionalidad sueca. 
Su nombre completo era Viveca Elisabeth Marianne Serlachius, y nació en Helsinki, Finlandia.
Desde el año 1954 estuvo casada  con el arquitecto Torbjörn Olsson (1916–1998).
La actriz falleció en Estocolmo, Suecia, en el año 1993.

## Filmografía
- 1944 : Flickan och Djävulen
- 1945 : Resan bort
- 1947 : Nattvaktens hustru
- 1947 : Vår Herre tar semester
- 1947 : Jag älskar dig, Karlsson!
- 1949 : Skolka skolan
- 1949 : Pippi Långstrump
- 1950 : Motorkavaljerer
- 1950 : Fästmö uthyres
- 1950 : Frökens första barn
- 1952 : Trots
- 1952 : 69:an, sergeanten och jag
- 1954 : Brudar och bollar eller Snurren i Neapel

## Teatro
- 1945 : En förtjusande fröken, de Ralph Benatzky, dirección de Max Hansen, Vasateatern[2]
- 1946 : Morgondagens värld, de James Gow y Arnaud d'Usseau, dirección de Martha Lundholm, Vasateatern[3] y gira[4]
- 1948 : Gröna hissen, de Avery Hopwood, dirección de Martha Lundholm, Vasateatern[5]
- 1948 : La posada del Caballito Blanco, de Hans Müller y Ralph Benatzky, dirección de Max Hansen, Teatro Oscar[6]
- 1948 : Pippi Långstrump, de Astrid Lindgren y Per-Martin Hamberg, Teatro Oscar[7][8]
- 1951 : Vem är Sylvia?, de Terence Rattigan, dirección de Martha Lundholm, Vasateatern[9]
- 1952 : Regn, de John Colton y Clemence Randolph, dirección de Martha Lundholm, Vasateatern[10]
- 1958 : Baronessan, de Iwo Wiklander, dirección de Nanny Westerlund, Apolloniateatern[11]
- 1963 : Pyjamasleken, de George Abbott, Richard Bisell, Richard Adler y Jerry Ross, dirección de Carl-Gustaf Kruuse af Verchou y Mille Schmidt, Idéonteatern[12]